# Steve Lodder
Steve Lodder (Saint Helier, 10 april 1951) is een Britse jazztoetsenist.

## Biografie
Lodder leerde als kind piano en viool spelen en kreeg aanvankelijk vanaf 1969 op het Gonville and Caius College van de Universiteit van Cambridge een opleiding tot organist. Hij begon eind jaren 1970 te werken als professioneel muzikant. Hij trad op in Londen met de band Elephant, in duo met Paul Nieman, met Eyes Wide Open van Carol Grimes, Jan Ponsford, John Etheridge, Henry Thomas, Harry Beckett en anderen.
Van 1987 tot 1989 toerde hij met The International Living Time Orchestra van George Russell en nam hij deel aan de opname van diens dubbel-cd Live in London. Daarnaast nam hij drie albums op met Carol Grimes. Met Brian Abrahams District Six toerde hij van 1988 tot 1990 door Duitsland en het Verenigd Koninkrijk en nam hij de cd Imgoma Yabantwana op. Bovendien ondernam hij als muzikaal leider een zes weken durende Europese tournee met Sarah Jane Morris.
Terzelfder tijd begon zijn samenwerking met Andy Sheppard. In 1991 werd hij lid van diens kwintet In Co-Motion met Claude Deppa, Sylvan Richardson en Dave Adams. In 1992 werd hij lid van het trio Inclassificable met Andy Sheppard en Naná Vasconcelos. In hetzelfde jaar componeerde en speelde hij de muziek bij de choreografie Modern Living van Jonathan Lunn, die in 1993 de Time Out Dance Award kreeg.
Eveneens in 1992 formeerde Lodder met Paul Jayasinha, Dudley Phillips en Mike Bradley het Steve Lodder Quartet. In 1994 begeleidde hij de Amerikaanse zangeres Ernestine Anderson en in het daaropvolgende jaar ontstond het project 20th Century Saxophones, waarbij hij met Andy Sheppard en John Harle klassieke jazz en eigentijdse composities vertolkte.
In 1995 werkte Lodder met Paul McCartney aan diens orkestwerk Standing Stone, dat in 1997 de eerste voorstelling kende en opgenomen werd. In 1996 nam hij aan het kerkorgel met de saxofonist Mark Ramsden het album Above the Clouds op. Sinds 1997 toerde hij opnieuw met George Russells Living Time Orchestra, waarmee hij in 1999 optrad in de congresbibliotheek in Washington D.C.. 
In 1998 nam hij deel aan de Europese tournee van Carla Bley's jazzrockopera Escalator over the Hill. In hetzelfde jaar produceerde hij een cd met de saxofoniste Ingrid Laubrock en schreef hij met John Etheridge arrangementen van Frank Zappa's jazzcomposities. In samenwerking met Sheppard ontstonden twee verdere cd's, waaraan onder andere John Parricelli, Chris Laurence, Paul Clarvis en Steve Swallow meewerkten. 
In 2000 nam hij een cd op met Annie Whitehead, in het daaropvolgende jaar verscheen zijn eerste eigen album Bout Time 2. Van 2001 tot 2002 werkte hij aan Paul McCartney's koor- en orkestwerk Ecce Cor Meum, wiens orgelversie hij in het Magdalen College opvoerde. Verder werkte hij met Mônica Vasconcelos.
- Bibliothèque nationale de France: cb139987732 (data)
- Gemeinsame Normdatei: 134583167
- International Standard Name Identifier: 0000 0000 5517 1553
- Library of Congress Control Number: no98006226
- MusicBrainz: 1f62467c-026a-4db8-8038-2769df745d75
- Nationale Bibliotheek van Israël: 987007327212705171
- Nederlandse Thesaurus van Auteursnamen: 288150031
- Virtual International Authority File: 34068161
- WorldCat: E39PBJmhTYkTfgBMrBPJchpVmd